# Дауни, Сью
Сью Энн Дауни (англ. Sue Ann Downey; род. 8 мая 1945 год, Лайма, Огайо) — американская модель и фотомодель; победительница конкурса красоты «Мисс США 1965».

## Биография
Сью Энн Дауни родилась в городе Лайма, штат Огайо, 8 мая 1945 года в день капитуляции нацистской Германии во Второй мировой войне. 
Победительница «Мисс Огайо» и Мисс США 1965. Также участница международного конкурса красоты Мисс Вселенная 1965, где стала 2-й Вице Мисс и получила награду за «Лучший национальный костюм».